# Liste des évêques de Masvingo
La liste des évêques de Masvingo répertorie les évêques se succédant à la tête de l'évêché de Masvingo (en latin : Dioecesis Masvingensis) au Zimbabwe. Ce dernier a été créé le 9 février 1999, par détachement de celui de Gweru (en).

## Liste
- depuis le 9 février 1999 : Michael Bhasera (Michael Dixon Bhasera)[1]